# Cordulagomphus
Genre
Cordulagomphus est un genre fossile de libellules de la famille des Proterogomphidae et qui vivaient au Crétacé inférieur,.

## Classification
Le nom valide complet (avec auteur) de ce taxon est Cordulagomphus Carle (d) & Wighton (d), 1990,. Son espèce type est Cordulagomphus tuberculatus.

## Liste des espèces
Selon GBIF (30 août 2023) :
- Cordulagomphus europaeus Vernoux et al., 2010
- Cordulagomphus fenestratus Carle & Wighton, 1990
- Cordulagomphus hanneloreae Bechly, 2007
- Cordulagomphus tuberculatus Carle & Wighton, 1990 - espèce type[4]
- Cordulagomphus winkelhoferi Bechly, 2007

### Publication originale
- (en) Frank Louis Carle et Dennis C. Wighton, « Chapitre 3 - Odonata » p. 51-68 in David A. Grimaldi et al., « Insects from the Santana Formation, Lower Cretaceous, of Brazil », Bulletin of the American Museum of Natural History, New York, no 195,‎ 1990, p. 1-191 (ISSN 0003-0090, lire en ligne, consulté le 30 août 2023).